# روزیتس
روزیتس (به آلمانی: Rositz) یک شهر در آلمان است که در اتنبرگر لند واقع شده‌است. روزیتس ۳٬۱۲۳ نفر جمعیت دارد.